# 더 컴퍼니 (영화)
《더 컴퍼니》(영어: The Company)는 미국에서 제작된 로버트 올트먼 감독의 2003년 드라마 영화이다. 주연 네브 캠벨이 각본을 맡은 바버라 터너와 공동 원안을 작성하였다. 시카고에 위치한 발레 교습소인 조프리 발레를 배경으로 이야기가 펼쳐진다.

## 출연진
- 네브 캠벨
- 맬컴 맥다월
- 제임스 프랭코
- 바버라 로버트슨
- 윌리엄 딕
- 수지 큐색
- 매릴린 도즈 프랭크
- 존 로던
- 대니 매카시

## 기타 제작진
- 라인 제작: 캐린 매카시
- 협력 제작: 로웰 두브린스키, 조슬린 헤이스
- 배역: 팸 딕슨, 미키 패스칼
- 미술: 게리 보
- 세트: 캐런 브럭
- 의상: 수전 코프먼